# Distretto di Fermanagh e Omagh
Il distretto di Fermanagh e Omagh è uno dei distretti dell'Irlanda del Nord, nel Regno Unito. 
È stato creato nell'ambito della riforma amministrativa entrata in vigore nell'aprile del 2015 unendo i territori dei distretti di Fermanagh e Omagh.